# Samantha Lewthwaite
Samantha Lewthwaite, também conhecida como a "Noiva de Bin Laden" ou "Mãe de Máriadas", é uma mulher britânica suspeita de envolvimento com organizações terroristas. Ela nasceu em 13 de dezembro de 1983  em Banbridge, Irlanda do Norte. Lewthwaite é mais conhecida por ser a viúva de Germaine Lindsay, um dos terroristas responsáveis pelos atentados de 7 de julho de 2005 em Londres, que resultaram na morte de 52 pessoas.

## Início da vida e educação
Samantha Lewthwaite cresceu em Aylesbury, Buckinghamshire, Inglaterra. Sua família se mudou para a Inglaterra quando ela era jovem. Lewthwaite frequentou a Aylesbury High School, uma escola pública só para meninas, onde era descrita como uma estudante comum. Não havia sinais aparentes de radicalização durante seus anos de escola.

## Casamento e radicalização
Em 2002, aos 19 anos, Lewthwaite se casou com Germaine Lindsay, um britânico de ascendência jamaicana que se converteu ao Islã. O casal teve dois filhos juntos antes de Lindsay realizar os atentados de 7 de julho de 2005 em Londres. Após a morte de Lindsay, inicialmente Lewthwaite expressou choque e horror pelos ataques, mas investigações subsequentes revelaram seu envolvimento com círculos extremistas.

## Envolvimento com o Al-Shabaab
Lewthwaite é suspeita de ter se juntado ao grupo terrorista Al-Shabaab em Somália em 2011, organização que tem ligações com a Al-Qaeda. Ela é acusada de envolvimento em vários ataques terroristas, incluindo o ataque ao shopping Westgate, em Nairóbi, Quênia, em 2013, que resultou na morte de 67 pessoas. O governo queniano e fontes de inteligência acreditam que Lewthwaite desempenhou um papel importante no planejamento e execução do ataque.

## Avisos e procuras internacionais
Em 2013, a Interpol emitiu um aviso de captura internacional conhecido como "Red Notice" para Samantha Lewthwaite, descrevendo-a como uma das mulheres mais procuradas do mundo por acusações de terrorismo e envolvimento em explosivos. Lewthwaite conseguiu evitar a captura por vários anos, e acredita-se que ela tenha se deslocado entre a Somália, Quênia e outras partes da África Oriental.

## Controvérsia e mitos
Lewthwaite se tornou uma figura altamente controversa e objeto de diversas especulações e mitos na mídia. Descrita como uma mulher habilidosa em técnicas de sobrevivência e evasão, algumas reportagens exageraram sua influência dentro das organizações terroristas, levando ao mito da "White Widow".

## Legado e impacto
O caso de Samantha Lewthwaite levantou debates sobre a radicalização de mulheres ocidentais e o papel delas em grupos terroristas. Sua notoriedade destaca os desafios na prevenção da radicalização e captura de terroristas que operam internacionalmente. Lewthwaite se tornou um símbolo de como indivíduos aparentemente "comuns" podem se tornar envolvidos em extremismo violento.